# Antonio Vagnozzi
| Asteroides descobertos: 38 | Asteroides descobertos: 38 |
| -------------------------- | -------------------------- |
| 5609 Stroncone             | 22 de Março, 1993          |
| 5654 Terni                 | 20 de Maio, 1993           |
| 6417 Liberati              | 4 de Dezembro, 1993        |
| (12358) 1993 SO2           | 22 de Setembro, 1993       |
| (14077) 1996 PF1           | 9 de Agosto, 1996          |
| (15391) 1997 TS16          | 3 de Outubro, 1997         |
| (17547) 1993 SN2           | 21 de Setembro, 1993       |
| (19262) 1995 OB1           | 29 de Julho, 1995          |
| (19306) 1996 TN12          | 12 de Outubro, 1996        |
| (20139) 1996 QU            | 19 de Agosto, 1996         |
| (21160) 1993 TJ            | 10 de Outubro, 1993        |
| (21189) 1994 JB            | 3 de Maio, 1994            |
| (21190) 1994 JQ            | 10 de Maio, 1994           |
| (21192) 1994 NA            | 2 de Julho, 1994           |
| (21287) 1996 UU3           | 31 de Outubro, 1996        |
| (24137) 1999 VP72          | 9 de Novembro, 1999        |
| (26894) 1995 KN1           | 29 de Maio, 1995           |
| (39641) 1995 KM1           | 29 de Maio, 1995           |
| (42545) 1996 FR2           | 21 de Março, 1996          |
| (43924) 1996 DV1           | 22 de Fevereiro, 1996      |
| (46648) 1995 SY            | 22 de Setembro, 1995       |
| (46656) 1995 WT6           | 28 de Novembro, 1995       |
| (52459) 1995 DS            | 21 de Fevereiro, 1995      |
| (58292) 1994 GC            | 2 de Abril, 1994           |
| (58500) 1996 VU1           | 6 de Novembro, 1996        |
| (65812) 1996 SG7           | 30 de Setembro, 1996       |
| (69351) 1994 AE3           | 15 de Janeiro, 1994        |
| (69425) 1996 BC            | 16 de Janeiro, 1996        |
| (73719) 1993 FT            | 22 de Março, 1993          |
| (79213) 1994 EX            | 8 de Março, 1994           |
| (79314) 1996 DP1           | 23 de Fevereiro, 1996      |
| (100174) 1994 AJ2          | 12 de Janeiro, 1994        |
| (100187) 1994 BT4          | 29 de Janeiro, 1994        |
| (100198) 1994 EA1          | 9 de Março, 1994           |
| (100352) 1995 TD1          | 14 de Outubro, 1995        |
| (118216) 1996 DU1          | 22 de Fevereiro, 1996      |
| (120499) 1993 NA           | 9 de Julho, 1993           |
| (120500) 1993 OM           | 24 de Julho, 1993          |

Antonio Vagnozzi é um astrónomo italiano. Ele é um prolífico descobridor de  asteroides.
O asteroide 7529 Vagnozzi foi assim nomeado em sua homenagem.